# فرودگاه لا برویاس
فرودگاه لا برویاس  (به انگلیسی: Las Brujas Airport (Cuba)) یک فرودگاه همگانی است که یک باند فرود آسفالت دارد و طول باند آن ۱۸۰۰ متر است. این فرودگاه در کشور کوبا قرار دارد و در ارتفاع ۴ متری از سطح دریا واقع شده است.